# Ampex

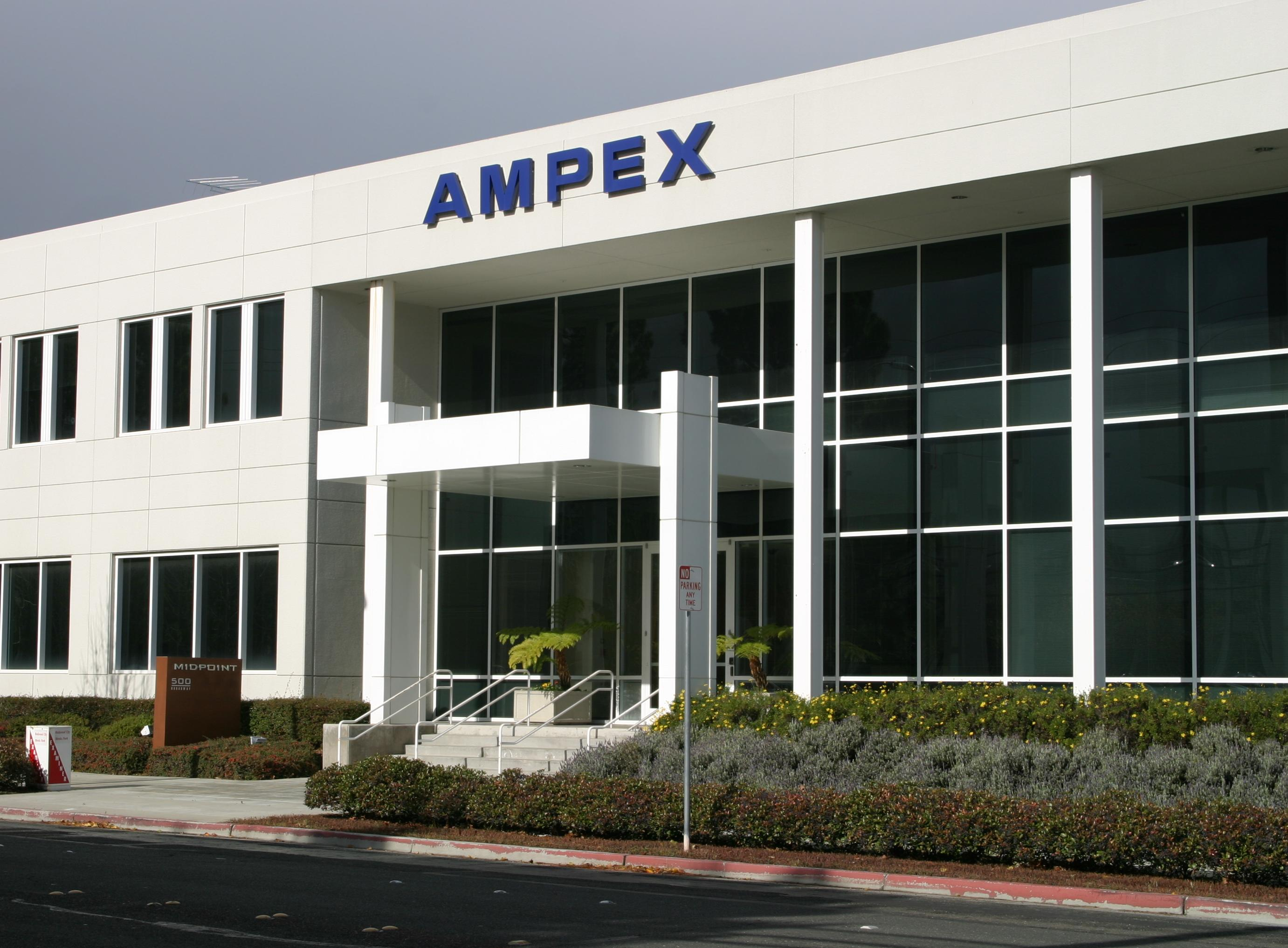
Ampex se encuentra en la ciudad de Redwood City, California, Estados Unidos.

Ampex es una compañía estadounidense de electrónica fundada en 1944 por Alexander M Poniatoff. El nombre AMPEX es un acrónimo creado por su fundador que se refiere a Alexander M. Poniatoff Excellence. Desde un inicio fue pública; Ampex actualmente es una compañía que se privatizó.

## Origen
Alexander M. Poniatoff estableció la compañía en San Carlos, California, en 1944 como la Compañía de Electrónica y Manufactura Ampex. Durante la Segunda Guerra Mundial, Ampex fue una pequeña fábrica de motores y generadores eléctricos.
Al final de la guerra mientras servía en el Cuerpo de Señales de la Armada de Estados Unidos, Jack Mullin fue asignado a investigar la radio alemana y los experimentos electrónicos. Mullin adquirió dos magnetófonos y los llevó a América, donde produjo versiones modificadas de ellos.
El popular cantante Bing Crosby, conocido como la gran estrella de radio de ese tiempo, fue muy receptivo a la idea de pregrabar sus programas de radio. Le disgustaba la reglamentación de la radiodifusión en directo y prefería la atmósfera relajada del estudio de grabación. Él había solicitado a la cadena NBC permitirle pregrabar sus series de 1944 a 1945 en discos de transcripción, pero la radiodifusora se negó, así que Crosby se había retirado de la radio en directo durante un año y durante ese periodo de tiempo solo volvió a la recientemente creada ABC para la temporada de 1946 a 1947, y lo hizo a regañadientes. 
En junio de 1947, Mullin, quien estaba proponiendo la tecnología a los principales estudios cinematográficos de Hollywood, tuvo la oportunidad de demostrar su grabadora modificada de cinta a Crosby. Cuando Crosby escuchó la demostración de la grabadora de cinta de Mullin, prepararon una prueba para su programa de radio. Crosby inmediatamente asignó a Mullin como su ingeniero en jefe e invirtió 50000 $ en Ampex (cuando era una empresa de seis personas), así que la compañía pudo desarrollar un modelo de producción comercial de los prototipos de Mullin.

## Tecnología de audio

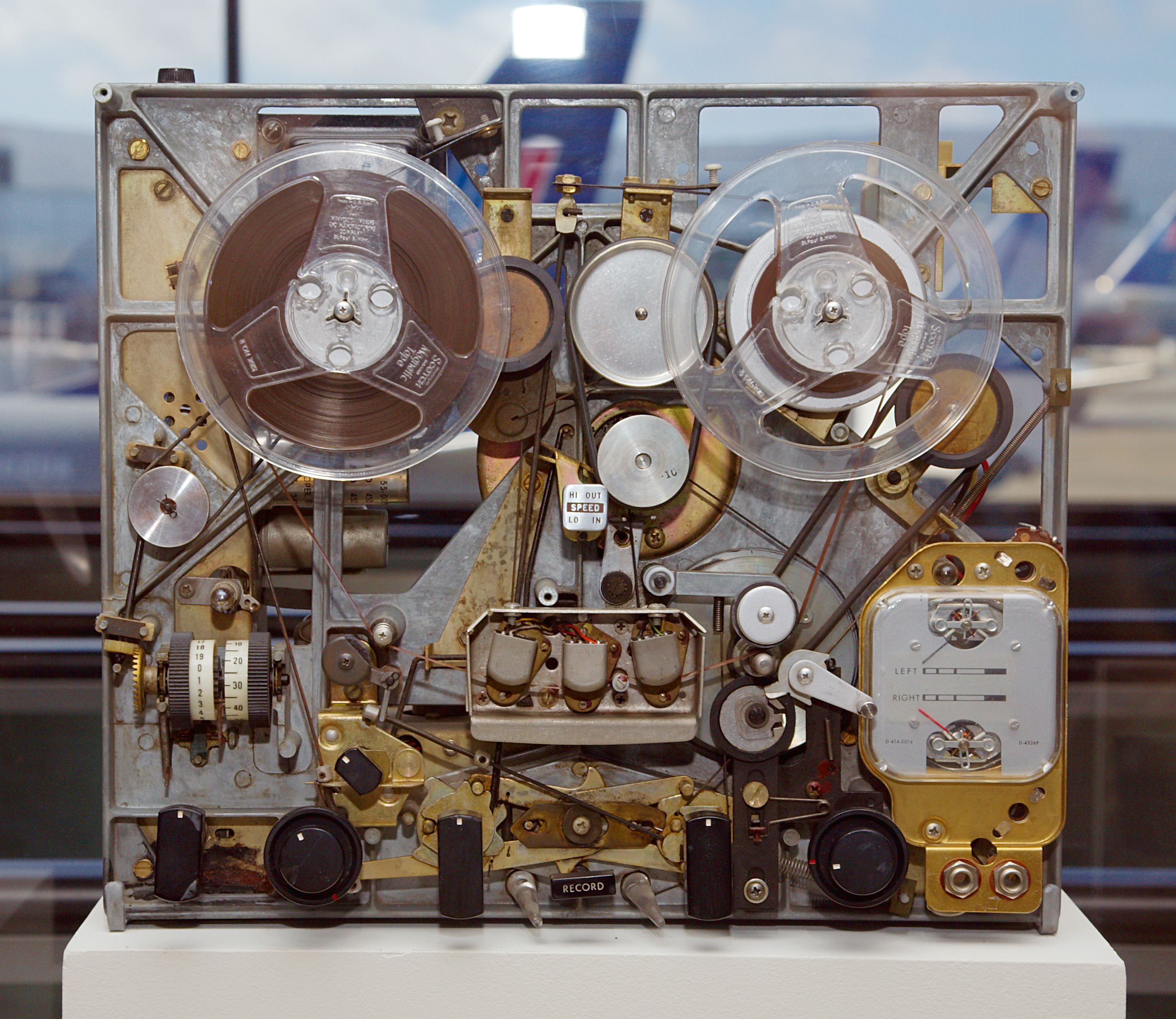
Interior de una grabadora de cinta de audio circa 1965 de 3 cabezas.

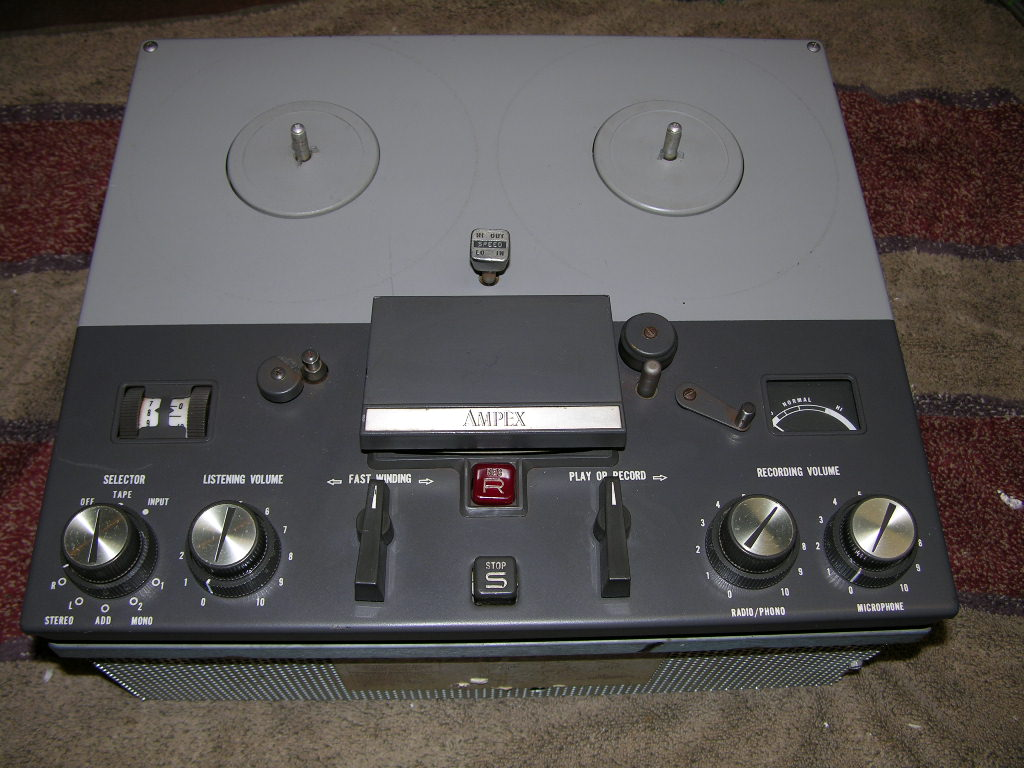
Grabadora de cinta estéreo Ampex Modelo 1250 circa de 1962 – Diseñado para el mercado de consumo de amplio formato.

La primera grabadora de cinta de la compañía Ampex, el modelo 200, revolucionó la radio y la industria de la grabación. En 1948, ABC usaba una grabadora de audio modelo Ampex 200 para el primer programa estadounidense de radio con emisión diferida (Broadcast Delay), El Show de Bing Crosby.
Les Paul, un amigo de Crosby e invitado regular en sus shows, había experimentado con grabaciones sobrepuestas (masterizadas) en disco. Cuando recibió uno de los primeros Ampex modelo 200, modificó la grabadora de cinta al agregar una grabadora adicional y cabezas de reproducción, creando el primer sistema práctico mundial de grabación multipista (multitrack recording) basado en cinta.
Durante los inicios de 1950, Ampex empezó a comercializar máquinas de una y dos pistas usando cinta de ¼ de pulgada. La línea pronto se expandió a modelos de tres y cuatro pistas usando cinta de ½ de pulgada. Ampex adquirió Orradio Industries en 1959, la cual se convirtió en la división de cinta magnética de Ampex en headquartered, Opelika, Alabama. Esto hizo a Ampex dos fábricas de grabadoras y cinta. Al final de esa década, los productos de Ampex fueron muy demandados por los principales estudios de grabación en todo el mundo. En 1959, se involucraron cercanamente en la producción de shows de radio; Crosby valoró su interés en la Corporación Ampex que había jugado un papel crucial en garantizar la tecnología que cambió la industria de la radiodifusión. 
Ampex construyó máquinas útiles que a finales de 1950 pudieron grabar hasta ocho pistas en una sola cinta de una pulgada, las máquinas de cuatro pistas fueron ampliamente consideradas “state-of-the-art” (lo supremo) durante 1967. Unas de las primeras máquinas fueron instaladas en la casa matriz de grabación de Les Paul por David Sarser.  La demanda de más pistas se disparó de repente cuando los músicos escucharon acerca de la remasterización extensiva elaborada en máquinas de cuatro pistas para Sgt. Pepper's Lonely Hearts Club Band. Los ingenieros de grabación Geoff Emerick y Ken Townshend trabajaban con The Beatles en los estudios de EMI en Abbey Road; además idearon una forma primitiva de unir dos Studer J37, máquinas de cuatro pistas, pero esto no duró mucho. En 1967, Ampex produjo en masa máquinas de ocho pistas con el nuevo NM-100 para responder a la demanda. Al mismo tiempo 3M Corporation, introdujo exitosamente el M56, una máquina competente de ocho pistas. Scully Recording Instruments era también un breve éxito con un diseño único con 12 pistas usando una cinta de una pulgada.
En 1968, Ampex introdujo una versión de 16 pistas, la MM-1000, la cual fue mundialmente la primera grabadora profesional de 16 pistas; esta usaba una cinta de 2” que llevaba un diseño adaptado de la división de grabación de video. Se convirtió en legendaria por su enorme flexibilidad, confiabilidad y calidad de sonido excepcional. Esto causó la era de oro de la grabadora multipista analógica, la cual duraría en los inicios de los 90. Más adelante, máquinas hechas por Ampex tendrían hasta 24 pistas. Aún más pistas podrían ser disponibles uniendo múltiples máquinas con el código de tiempo de la SMPTE. A finales de 1970, Ampex hizo frente a la fuerte competencia de los fabricantes japoneses. Se retiró completamente del mercado profesional de grabación de audio en 1983.
Por los noventa, Ampex se enfocó más en el video, la instrumentación y las grabadoras de datos. En 1991, la línea de negocio de audio profesional fue vendida a Sprague Magnetics. La Corporación de Grabación de Medio dio un giro en 1995 como Quantegy Inc., y es actualmente conocida como Quantegy Recording Solutions.

## Tecnología de vídeo

### Quádruplex
Desde comienzos de los años 50, Bing Crosby y otros intentaron grabar vídeo a altas velocidades en cinta magnética. Desde 1952, Ampex desarrolló un prototipo de grabadoras de videocinta que usaba cabezas giratorias y una relativamente lenta velocidad en la cinta. En los inicios de 1956, Ampex demostró que el VR-1000 era el primer equipo de la línea Ampex de grabación de vídeo Quádruplex de 2 pulgadas. El primer programa de cadena televisiva emitido en diferido, grabado magnéticamente usando el nuevo sistema Quádruplex de Ampex, fue Douglas Edwards and the News, de la CBS, el 30 de noviembre de 1956.
La estructura de la cabeza “cuádruple” tenía cuatro cabezas que rotaban a 14000 rpm. Estas escribían el vídeo verticalmente a lo largo de la medida de la cinta que era de dos pulgadas (5 cm) y corría a 38 cm (15 pulgadas) por segundo. Esto permitía largas horas de grabación de programas en una cinta de bobina abierta. En 1956, una bobina de cinta costaba US$300 (equivalente a $3362 en 2023), y las grabadoras costaban entre US$75 000 (equivalente a $840 514 en 2023) y US$100 000 (equivalente a $1 120 685 en 2023).
En 1967, Ampex introdujo el Ampex VR-3000 portátil para videograbación de transmisiones televisivas, que revolucionó la grabación de alta calidad en campo, sin la necesidad de cables largos y vehículos de gran soporte. La difusión de imágenes de calidad podían ser reproducidas en cualquier lado, incluyendo aviones, helicópteros y barcos.
El formato Quádruplex dominó la industria de difusión televisiva por un cuarto de siglo. El formato fue acreditado a RCA para su uso en sus “grabadoras de cinta televisivas”. La invención de Ampex revolucionó la industria de la televisión al eliminar el proceso kinescopio de tiempo-desplazamiento (time-shifting) en programas televisivos, el cual requería del uso de película cinematográfica. Para propósitos de archivo, el método del kinescopio continuó usándose por algunos años; la película era aún preferida por los archivistas. La videograbadora de cinta para difusoras de Ampex facilitaba el huso horario (time-zone) para retardar o diferir la emisión; así las redes podían programarse al aire en la misma hora en diferentes zonas de tiempo. Ampex había comercialmente dado a conocer el nombre “videocinta”, así que su competidor RCA nombró al medio “TV tape”´. El término en algún momento se convirtió en genérico y “videocinta” (Videotape) es comúnmente usado en la actualidad.
Mientras que el sistema de grabación Quádruplex en sí dejó de usarse, el principio evolucionó al escaneo helicoidal (helical scanning), técnica usada virtualmente en todas las máquinas de videograbación, así como aquellas usadas por el consumidor, formatos conocidos como VHS y el poco exitoso formato Sony Betamax (Beta fue más exitoso que el formato profesional). 
Uno de los ingenieros clave en el desarrollo de la grabadora de vídeo Quádruplex para Ampex fue Ray Dolby, quien trabajó para Charles Ginsburg y creó los Laboratorios Dolby, un pionero en sistemas de reducción de ruido en audio.

### Grabadora de disco HS-100
En mayo de 1967, Ampex introdujo la videograbadora de disco HS-100. El vídeo fue grabado en formato de disco magnético analógico. El disco pesaba 2,3 kg/5 libras y giraba a 60 rps, 3600 rpm (50 rps en PAL). Una unidad NTSC podía grabar 30 segundos de vídeo y una unidad PAL, 36 segundos. El vídeo pudo entonces ser reproducido en velocidades lentas y detener la acción a cuadro congelado. La corrección de la reproducción en reversa fue hecha en módulos el Quad VR-2000: Amtech Horizontal TBC, Colortec:Color TBC en Línea después de Amtech, Procamp: Proceso de amplificación en la salida final, el nueva Vídeo Compuesto (Composite sync) y nivel de ajuste.

### VR-8000
En 1961. Ampex fabricó la grabadora de escaneo helicoidal de 2 pulgadas durante un corto tiempo.

### Tipo A
Videograbadora tipo A de 1 pulgada (designada Tipo A por la Sociedad de Ingenieros Cinematográficos y de la Televisión, SMPTE) el formato de videocinta con bobina abierta fue desarrollado por Ampex en 1965, uno de los primeros formatos de videocintas estandarizadas de bobina abierta con 1 pulgada (25 mm) de ancho (la mayoría de los otros de ese tamaño en aquel momento eran patentadas).

### Tipo C
La videocinta tipo C de 1 pulgada (designada Tipo C por la SMPTE) es un formato de bobina abierta profesional codesarrollado e introducido por Ampex y Sony en 1976. Se convirtió en el reemplazo del vídeo profesional y las industrias emisoras de televisión, para el entonces titular Quádruplex.

### D-2
D-2 es un formato de cinta de video digital creado por Ampex y otros fabricantes a través de los grupos de estandarización de la SMPTE e introducido en 1988 en la convención NAB (Nacional Association of Broadcasters), como una alternativa de bajo costo al D-1. Como el D-1, el vídeo D-2 no se comprimía; sin embargo, este ahorraba anchura de banda y otros costos muestreando una señal de video compuesto totalmente codificada en NTSC o PAL y almacenándola directamente en la cinta magnética, en vez de muestrear el video en componentes. A esto se le conoce como digital compuesto.

### DCT & DST
Digital Component Technology (DCT) y Data Storage Technology (DST) son medios de almacenamiento de vídeo y datos respectivamente; fueron creados por Ampex en 1992. Ambos fueron similares a los formatos de VTR D-1 y D-2, usaban 19 mm (3/4 de pulgada) de ancho, con el formato DCT usaban compresión de video DCT (Discrete Cosie Transform), su homónimo en siglas.
Los formatos DCT y DST rinden relativamente a altas capacidades y velocidades para datos y vídeo. La doble densidad para almacenamiento de datos fue introducida en 1996. Los productos actuales son de densidad cuádruple introducida en el 2000, en un cartucho amplio que contiene 660 GB de datos.

## Hitos
- En 1948, la primera grabación retardada en un programa de radio fue emitida usando una grabadora Ampex Modelo 200.

- En 1950, Ampex introdujo la primera grabadora de instrumentación “dedicated”, Modelo 500, hecha para la Marina de Estados Unidos.

- En 1954, un estudio de grabación fue equipado con una máquina de cinta Ampex de bobina abierta. Un conductor de camión desconocido llamado Elvis Presley grabó su primer histórico "single",  «That’s All Right» en los estudios Sun en Memphis.

- En 1956, el primer programa estadounidense en diferido con cinta fue emitido usando el sistema de videograbación Ampex Quádruplex.

- En 1959, El debate de la cocina de Nixon vs Khrushchev fue grabado con una videocinta Ampex. El hecho de que el debate fuera videograbado fue mencionado por Nixon como un ejemplo del desarrollo tecnológico estadounidense.

- En 1963, la tecnología de Ampex fue usada para mostrar repeticiones del asesinato en directo de Lee Harvey Oswald.

- En 1967, ABC usó la grabadora de disco Ampex HS-100 para la repetición en cámara lenta (slow-motion) esquiando cuesta abajo en el programa World Series of Skiing en Vail, Colorado. Este fue el primer uso de reproducción instantánea en cámara lenta en eventos deportivos.

- En 1970, Ampex introdujo el ACR-25, el primer sistema de librería robótica automatizada para grabar la repetición de los comerciales de televisión. Cada comercial era grabado en un cartucho individual. Estos cartuchos se cargaban en grandes carruseles rotantes. Usaban un sofisticado mecanismo y aire comprimido. Los “carts” eran cargados y extraídos de la máquina a extremadamente altas velocidades. Esto permitía a las estaciones de TV resecuenciar pausas comerciales en el momento de anunciarlas, adicionarlas y borrarlas a voluntad.

El control de televisión también empezó a usar el ACR-25 para funcionar en los noticieros por su capacidad de acceso aleatorio.

## Discográfica
Grabaciones Ampex  fue una discográfica que comenzó en 1970. Su más grande logro fue “We Gotta Get You a Woman” por Todd Rundgren (“Runt”), alcanzando el número 20 de popularidad en 1970. Ampex también creó dos discográficas subsidiarias, Bearsville y Big Tree. La discográfica (Ampex) terminó alrededor de 1973 y las discográficas Bearsville y Big Tree fueron vendidas a Grabaciones Warner BROS y Bell Records, respectivamente. Más adelante Big Tree fue recuperada por Atlantic Records.

## Historia legal
En 2005, iNEXTV, la única subsidiaria que pertenecía y respondía a Ampex Corporation, compró un blindaje legal de difamación en contra de un anuncio en un mensaje de panel en Internet que publicaba mensajes de crítica (Ampex Corp. V Cargle (2005) Call App.4) el anunciante, un antiguo empleado, quien respondió con un antiblindaje-SLAPP (Strategic lawsuit against public participation) y finalmente cubrió los honorarios de abogados. El caso fue el único en el que se involucró la legalidad de argumentos en un foro electrónico público.

## Situación actual
El sistema de vídeo de Ampex es ahora obsoleto. Aquellas máquinas que aún sobreviven se han mantenido para ser utilizadas en la transferencia de grabaciones archivadas al moderno formato digital.
Ampex Corporation es una compañía emparentada con Ampex Data Systems, que manufactura sistemas de archivo digital, principalmente para la industria de emisiones. El 30 de marzo de 2008, Ampex Corp. se organizó para el Capítulo 11 de reorganización de acuerdo a su sitio de Internet. Este continúa con sus operaciones y planes para reemerger.

## Recursos de investigación
- Ampex Corporation Records, ca. 1944-1999 (ca.577 linear ft.) se encuentran en Department of Special Collections and University Archives at Stanford University Libraries
- FindLaw Ampex Corp v. Cargle (2005)